# 新川橋通り
新川橋通り（しんかわばしどおり）は、群馬県桐生市小曾根町から稲荷町の新川公園を経て織姫町に至る道路の通称である。全区間が都市計画道路「新川橋線」に含まれる。通りの名称は、新川に架かっていた新川橋に由来する。

## 概要
桐生市の九区・八区・三区を南北方向に貫く幹線街路で、小曾根町の山手通りから、永楽町・末広町・巴町・稲荷町を経由して、織姫町の美原通りに至る。通りの名称の由来となった新川橋が現存していないため、沿線の施設からとって、新川公園通り、本局通り、市役所通り、市文通り（産文通り）とも呼ばれる。
おりひめバス広沢線・梅田線・川内線・相生線の各系統が、桐生駅北口から稲荷町・織姫町を経て桐生大橋方面を結んでおり、新川公園前と桐生市役所前にバス停が設置されている。
桐生市堀マラソン大会の走路の一部となっており、往路は新川公園北の旧新川橋を、復路は新川公園南を経由している。そのため、大会開催日の午前中は、コロンバス通りから昭和通りまでの区間が車両通行止めとなる。
毎年1月1日に行われる全日本実業団対抗駅伝競走大会（ニューイヤー駅伝）の走路の一部で、昭和通りの錦町方面から稲荷町で当路線に入って南に進み、織姫町の桐生中継所を経て、同町内で美原通りを東に進んで、錦桜橋方面に至る経路となっている。

## 交差・接続する道路
- 小曾根町 - 山手通り
- 永楽町 - 永楽町通り

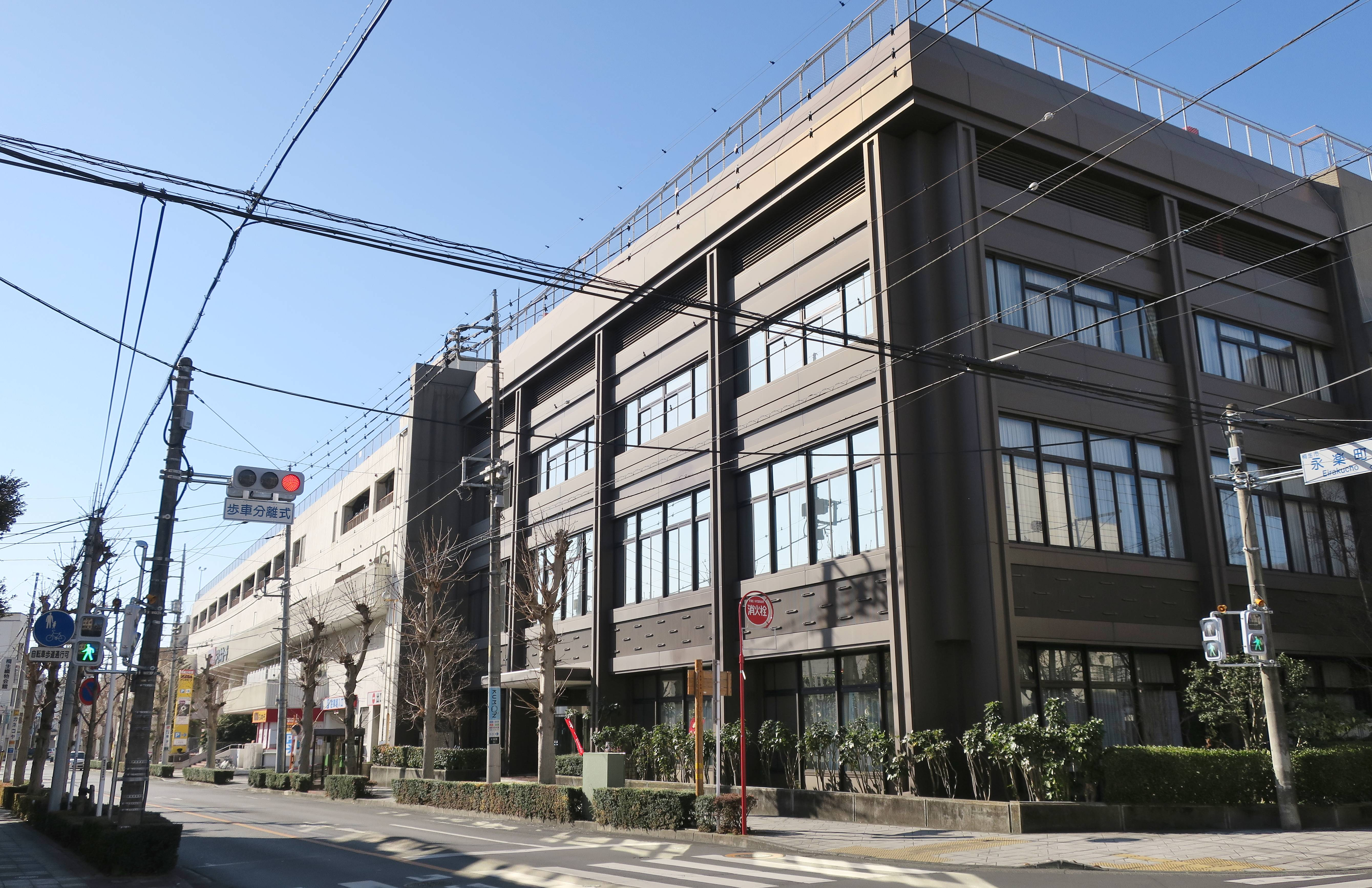
永楽町交差点（桐生織物会館）

- 末広町 - 末広町通り（群馬県道3号前橋大間々桐生線）
- 巴町一丁目 - 巴町通り
- 新川公園北 - コロンバス通り（新川北線）
- 新川公園南 - 新川南線
- 稲荷町 - 昭和通り
- 市民文化会館前 - 琴平通り（新宿南線）
- 織姫町 - 美原通り

## 沿線
- 桐生第一高等学校
- 桐生市立西小学校
- 桐生市立西公民館
- 桐生織物会館
- MEGAドン・キホーテ 桐生店
- ファミリーマート 桐生末広町店
- 桐生郵便局
- auショップ 桐生コロンバス通り
- 新川公園
- 樹徳高等学校
- 十ケ塚稲荷神社
- 大和病院
- 桐生市役所
- 織姫神社
- 桐生市市民文化会館（旧桐生市産業文化会館）
- 桐生地域地場産業振興センター
- 桐生年金事務所
- 桐生商工会議所会館
- 桐生市勤労福祉会館